# Grooveshark
 Der er for få eller ingen kildehenvisninger i denne artikel, hvilket er et problem. Du kan hjælpe ved at angive troværdige kilder til de påstande, som fremføres i artiklen.

Grooveshark er et internationalt redskab til at søge, uploade og høre anbefalinger om musik. Grooveshark giver hele verdens befolkning mulighed for at uploade eller lytte til musik, der straks kan afspilles. På Grooveshark bliver der afspillet mellem 50 og 60 millioner sange hver måned til mere end 400.000 brugere.
I Danmark har Grooveshark ikke en aftale med KODA, der anser Grooveshark som en piratservice, idet danske komponister og sangskrivere ikke modtager kompensation fra Grooveshark.